# Magna Carta Cartel
Magna Carta Cartel — шведський музичний гурт, заснований у 2006 році у місті Лінчьопінґ. Грає в жанрах построк та альтернативний рок.
У 2008 році вийшов перший EP гурту, «Valiant Visions Dawn», а вже восени наступного, 2009 року на лейблі Sounds Of Zilence вийшов дебютний альбом «Goodmorning Restrained».
У 2017 році, після великої перерви, вийшов новий EP «The Demon King».
Другий альбом «The Dying Option» вийшов 10 червня 2022 року.
Більшість членів гурту також входять до складу шведського гурту Tid та колись входили у склад шведського гурту Ghost.

## Склад

#### Поточні учасники
- Мартін Перснер — гітара, вокал
- Пер Ґлендор — гітара, синтезатори
- Арвид Перснер — гітара, ударні
- Нільс Нільсен — гітара, синтезатори, продакшн

#### Колишні учасники
- Саймон Содерберґ — гітара, вокал
- Тобіас Форґе — гітара, бас

## Дискографія
- «Valiant Visions Dawn» (EP, 2008)
- «Goodmorning Restrained» (дебютний альбом, 2009)
- «Lies Won't Help You» (Demo, 2010)
- «Sway» (сингл, 2017)
- «The Demon King» (EP, 2017)
- «The Sun & The Rain» (EP, 2018)[4]
- «The Dying Option» (2022)
- «Blue Hour Gate» (сингл, 2023)